# APM 08279+5255
APM 08279+5255 är en mycket avlägsen kvasar i stjärnbilden Lodjuret. På grund av gravitationslinsning av en framförliggande galax framträder kvasaren som tre objekt. APM 08279+5255 är en gigantisk elliptisk galax med ett supermassivt svart hål och tillhörande ackretionsskiva i centrum. Det svarta hålet i kvasarens centrum är ett av de största kända i universum, med en massa 23 miljarder gånger solens.